# 沃-米略
沃-米略（法語：Vaulx-Milieu，法語發音：[vo miljø]）是法国伊泽尔省的一个市镇，位于该省西北部，属于拉图尔迪潘区和伊泽尔门城市公共社区。该市镇由沃（Vaulx）和米略（Milieu）两个村庄组成。

## 地理
沃-米略（45°36'45"N, 5°10'52"E）面积9.02 平方千米，位于法国奥弗涅-罗讷-阿尔卑斯大区伊泽尔省，该省份为法国东南部内陆省份，北起顺时针与安省、萨瓦省、上阿尔卑斯省、德龙省、阿尔代什省、卢瓦尔省和罗讷省。
与沃-米略接壤的市镇（或旧市镇、城区）包括：富尔、弗龙托纳、利勒达博、维勒方丹。

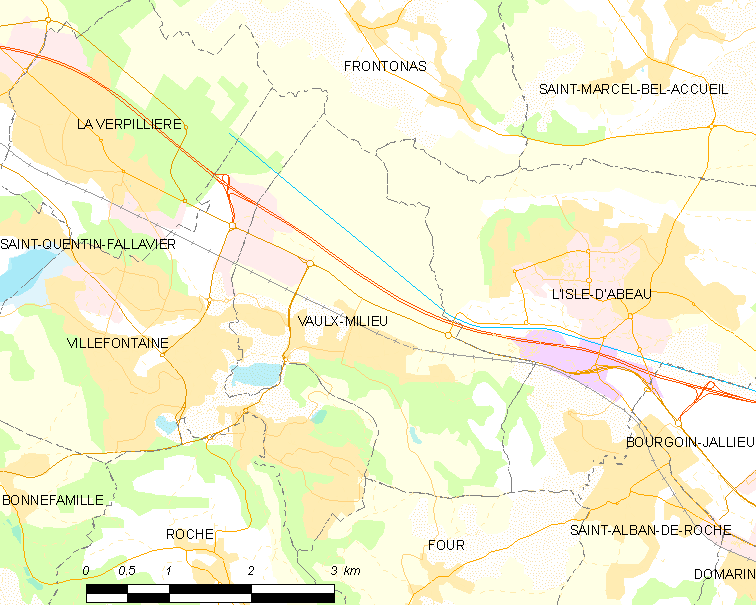
沃-米略的OSM定位图

沃-米略的时区为UTC+01:00、UTC+02:00（夏令时）。

## 行政
沃-米略的邮政编码为38090，INSEE市镇编码为38530。

## 政治
沃-米略所属的省级选区为利勒达博县。

## 人口

1962-2008年间沃-米略人口变化图示

沃-米略于2022年1月1日时的人口数量为2495人。